# Isoentomon pumilio
Isoentomon pumilio är en urinsektsart som först beskrevs av F. Bonet 1950.  Isoentomon pumilio ingår i släktet Isoentomon och familjen trakétrevfotingar. Inga underarter finns listade i Catalogue of Life.